# جينا غيرشون
جينا غيرشون (بالإنجليزية: Gina Gershon)‏ مواليد 10 يونيو 1962 في لوس أنجلوس، كاليفورنيا، الولايات المتحدة، هي ممثلة أمريكية بدأت مسيرتها الفنية عام 1981.

## الأعمال

### أفلام
- الحرارة الحمراء
- الوجه المخلوع
- المُطّلع
- بي إس أنا أحبك
- لول

## وصلات خارجية
- جينا غيرشون على موقع IMDb (الإنجليزية)
- جينا غيرشون على موقع روتن توميتوز (الإنجليزية)
- جينا غيرشون على موقع ألو سيني (الفرنسية)
- جينا غيرشون على موقع ميوزك برينز (الإنجليزية)
- جينا غيرشون على موقع تيرنر كلاسيك موفيز (الإنجليزية)
- جينا غيرشون على موقع أول موفي (الإنجليزية)
- جينا غيرشون على موقع قاعدة بيانات برودواي على الإنترنت (الإنجليزية)
- جينا غيرشون على موقع قاعدة بيانات الأفلام السويدية (السويدية)
- جينا غيرشون على موقع إن إن دي بي (الإنجليزية)
- جينا غيرشون على موقع ديسكوغز (الإنجليزية)

- الموقع الإلكتروني